# Got to Be There
Got to Be There prvi je studijski album američkog glazbenika Michaela Jacksona, kojeg 1972. godine objavljuje diskografska kuća Motown.
Album objavljuje kao trinaestogodišnjak, a na njemu se nalazi istoimena skladba koju je Jackson u jesen 1971. godine izdao kao svoj prvi solo singl.

## O albumu
Iako je Michael Jackson još uvijek bio dijete, tekstovi njegovih pjesama su uglavnom bili ozbiljni, te je visokim, djetinjastim glasom zvučao malo čudno u odnosu na glazbu i tekst.
Najpoznatija skladba s albuma je "Ain't no sunshine" (Nema sunca). Dok se između ostalih također izdvajaju "Girl don't take you love from me" i "Maria".
Materijal je u skladu s vremenom, koristio dosta boogie tonova. Album je zauzeo 14. mjesto na top ljestvici američkih pop albuma i treće na ljestvici američkih ritam i blues skladbi.

## Popis pjesama
| Br. | Skladba                             | Autor                                             | Trajanje |
| --- | ----------------------------------- | ------------------------------------------------- | -------- |
| 1.  | »Ain't No Sunshine«                 | Bill Withers                                      | 4:09     |
| 2.  | »I Wanna Be Where You Are«          | Leon Ware, T-Bone Ross                            | 3:01     |
| 3.  | »Girl Don't Take Your Love From Me« | Willie Hutch                                      | 3:46     |
| 4.  | »In Our Small Way«                  | Beatrice Verdi, Christine Yarian                  | 3:34     |
| 5.  | »Got to Be There«                   | Elliot Willensky                                  | 3:23     |
| 6.  | »Rockin' Robin«                     | Thomas                                            | 2:31     |
| 7.  | »Wings of My Love«                  | The Corporation (Motown)                          | 3:32     |
| 8.  | »Maria (You Were the Only One)«     | L. Brown, Linda Glover, George Gordy, Allen Story | 3:41     |
| 9.  | »Love Is Here and Now You're Gone«  | Holland-Dozier-Holland                            | 2:51     |
| 10. | »You've Got a Friend«               | Carole King                                       | 4:53     |